# Maj-Britt Stolpe
Maj-Britt Ingegärd Stolpe, född 9 april 1930 i Ekeby församling i Malmöhus län, död 1 januari 2002 i Filborna församling i Helsingborg, var en svensk friidrottare (kulstötning). Hon tävlade för IFK Hälsingborg. Hon utsågs år 1962 till Stor grabb/tjej nummer 217.